# Тельпосъю
Тельпосъю — река в России, протекает в округе Вуктыл Республики Коми. Устье реки находится в 10 км по правому берегу реки Пятидырка. Длина реки составляет 13 км.
Река начинается на леднике Южный, который находится на южном склоне горы Тельпосиз, самой северной вершины Северного Урала, образующей его границу с Приполярным Уралом. Река течёт на юго-запад, на всём протяжении имеет характер горного потока, скорость течения в низовьях — 1,5 м/с. Принимает несколько безымянных притоков, стекающих с окружающих гор.
Впадает в Пятидырку севернее горы Пятидырка, причём в месте впадения Тельпосъю шире и полноводнее.

## Данные водного реестра
По данным государственного водного реестра России относится к Двинско-Печорскому бассейновому округу, водохозяйственный участок реки — Печора от водомерного поста у посёлка Шердино до впадения реки Уса, речной подбассейн реки — бассейны притоков Печоры до впадения Усы. Речной бассейн реки — Печора.
По данным геоинформационной системы водохозяйственного районирования территории РФ, подготовленной Федеральным агентством водных ресурсов:
- Код водного объекта в государственном водном реестре — 03050100212103000062385
- Код по гидрологической изученности (ГИ) — 103006238
- Код бассейна — 03.05.01.002
- Номер тома по ГИ — 03
- Выпуск по ГИ — 0